# Franz von Kutschera
Franz von Kutschera (* 3. März 1932 in Hannover) ist ein deutscher Philosoph, zunächst mit den Schwerpunkten Logik, Sprachphilosophie, Erkenntnistheorie und Wissenschaftstheorie, der jedoch auch  Abhandlungen zu den Gebieten der Philosophie des Geistes, der Ethik, Ästhetik und Religionsphilosophie verfasst hat. Er zählt zu den frühen Vertretern der analytischen Philosophie im deutschen Sprachraum, wobei er naturalistischen und reduktionistischen Tendenzen nicht gefolgt ist.

## Leben
Franz von Kutschera studierte Mathematik, Philosophie und Physik an der Ludwig-Maximilians-Universität München unter anderem bei dem Wissenschaftstheoretiker Wolfgang Stegmüller und dem Physiker Fritz Bopp. Im Jahr 1960 promovierte er in München mit der Arbeit Über das Problem des Anfangs der Philosophie im Spätwerk Edmund Husserls. Die Habilitation erfolgte ebenfalls in München mit der Schrift Die Antinomien der Logik – Semantische Untersuchungen. Anschließend war Kutschera als Privatdozent am Institut für Logik und Wissenschaftstheorie in München tätig. Im Jahr 1966 hatte er die Vertretung des Lehrstuhls von Kurt Schütte in Kiel inne. Von 1968 bis zu seiner Emeritierung 1998 war er Inhaber des Lehrstuhls für Philosophie an der Universität Regensburg.
Wie viele andere jüngere analytische Theoretiker zählt Kutschera zu einer Generation, die nicht mehr maßgeblichen Dogmen analytischer Schulen folgt. Beispielsweise hat er früh wohlwollende Arbeiten zu religionsphilosophischen Problemen vorgelegt. In der Ontologie kritisiert Kutschera materialistische bzw. naturalistische Positionen, die versuchen, alles Psychische und Geistige auf materielle bzw. natürliche Phänomene zu reduzieren. In der philosophischen Anthropologie hat er demzufolge eine bipolare bzw. nicht-reduktionistische Position entwickelt, die – ähnlich wie Karl Popper in seiner Konzeption der drei Welten – von einer ontologischen Eigenständigkeit der geistigen Abstrakta (Zahlen, Funktionen, Propositionen etc.) ausgeht, sodass sich weder das Geistige (Mentale) auf das Bewusstsein (Psychische) noch das Bewusstsein (Psychische) auf das Körperliche (Physische) reduzieren lassen. Die psychologische Einheit der Person bleibt trotz eines gewissen Dualismus bzw. Trialismus gewahrt.
Nach Kutschera sind psychische und geistige Phänomene wie Denken, Fühlen und Wahrnehmen nicht auf Physisches im weiten Sinn reduzierbar, d. h. nicht auf objektive materielle Phänomene. Die psychischen und mentalen Phänomene von Bewusstsein und Geist sind im Wesentlichen nur subjektiv zugängliche Phänomene und lassen sich nicht durch Abstraktion von Physischem bzw. von Materie begreifen. Demzufolge sind Bewusstseinsphänomene und Geistiges auch nicht vollständig objektivierbar, zumal eine Theorie des Psychischen und Mentalen immer schon etwas Geistiges sei. Diese ontologische und epistemologische Eigenständigkeit des Psychischen und Geistigen ermöglicht nach Kutschera die Freiheit des menschlichen Willens und damit sowohl die nicht-deterministische Offenheit der Welt als auch die Normativität der theoretischen und praktischen Vernunft.
In der Ethik vertritt er eine wertobjektivistische Auffassung, dass es nicht nur subjektive, sondern auch objektive Werttatsachen gibt, die sich erkennen und begründen lassen. Eine ähnliche Position vertritt Kutschera auch in der Ästhetik, sodass einige ästhetische Urteile über das Schöne und Hässliche nicht bloß subjektiver Natur sind, sondern sich als zutreffend und begründbar erweisen lassen. Damit argumentiert er sowohl in der Ethik als auch in der Ästhetik gegen skeptizistische (bzw. non-kognitivistische), subjektivistische und (kultur-)relativistische Positionen.
Kutschera erhielt am 12. Januar 1999 den Ehrendoktor der Fakultät für Sozialwissenschaften und Philosophie der Universität Leipzig. Im November 2010 zeichnete ihn die Hochschule für Philosophie München mit einem Ehrendoktorat aus. Bekannte Schüler sind Wolfgang Lenzen, Georg Meggle und Uwe Meixner.

## Werk
Franz von Kutschera veröffentlichte Bücher und Aufsätze zur Logik, Erkenntnis- und Wissenschaftstheorie, aber auch Sprachphilosophie, Ethik, Ästhetik, Religionsphilosophie und Philosophiegeschichte.
Er publizierte Übersichtsbände zur Sprachphilosophie (1971) und zur Wissenschaftstheorie (1972) sowie mehrere Monographien zur Logik: 1971 zusammen mit Alfred Breitkopf die Einführung in die moderne Logik, 1973 die Einführung in die Logik der Normen, Werte und Entscheidungen sowie 1976 das Standardwerk zur intensionalen Logik in deutscher Sprache, die Einführung in die intensionale Semantik. Zum Komplex seiner logischen Schriften gehören weiterhin Der Satz vom ausgeschlossenen Dritten (1985) sowie die Monographie über Gottlob Frege (1989).
Neben seinen logischen Schriften verfasste Kutschera auch Bücher zu zahlreichen weiteren klassischen Feldern der Philosophie: 1981 die Grundfragen der Erkenntnistheorie, 1982 die Grundlagen der Ethik, 1988 die Ästhetik, 1990 die Religionsphilosophie Vernunft und Glaube. Von Bedeutung sind weiterhin die beiden sich ergänzenden und disziplinenübergreifenden Werke Die falsche Objektivität (1993) und Die Teile der Philosophie und das Ganze der Wirklichkeit (1998).
Bei der Diskussion klassischer Autoren entwickelte Kutschera neue Interpretationsansätze und gab dadurch der einschlägigen Forschung wichtige Impulse. So war sein 1979 erschienener Aufsatz Grundbegriffe der Metaphysik von Leibniz im Vergleich zu Begriffsbildungen der heutigen Modallogik Ausgangspunkt für Forschungen zur Leibnizschen Logik. Seine detaillierte Studie von Platons Parmenides (1995) beeinflusste die Plato-Forschung – unter anderem von Pirmin Stekeler-Weithofer.

## Schriften
- Über das Problem des Anfangs der Philosophie im Spätwerk Edmund Husserls. Dissertation, München 1960
- Die Antinomien der Logik – Semantische Untersuchungen. Alber, Freiburg/München 1964
- Elementare Logik. Springer, Wien/New York 1967
- Sprachphilosophie. Fink,  München 1971 (2. Aufl. 1975)
- Einführung in die moderne Logik (mit Alfred Breitkopf). Alber, Freiburg/München 1971, 8., völlig überarb. Aufl. 2007, ISBN 978-3-495-48271-1
- Wissenschaftstheorie – Grundzüge der allgemeinen Methodologie der empirischen Wissenschaften. 2 Bde., Fink, München 1972
- Einführung in die Logik der Normen, Werte und Entscheidungen. Alber, Freiburg/München 1973, ISBN 3-495-47269-X
- Einführung in die intensionale Semantik. de Gruyter, Berlin, New York 1976, ISBN 3-11-006684-X. (De-Gruyter-Studienbuch: Grundlagen der Kommunikation.)
- Grundfragen der Erkenntnistheorie. de Gruyter, Berlin 1981
- Grundlagen der Ethik. de Gruyter, Berlin 1982 (2. Aufl. 1998)
- Der Satz vom ausgeschlossenen Dritten. Untersuchungen über die Grundlagen der Logik. de Gruyter, Berlin 1985
- Ästhetik. de Gruyter, Berlin 1988 (2. Aufl. 1998)
- Gottlob Frege – Eine Einführung in sein Werk. Berlin, New York (de Gruyter), Berlin 1989
- Vernunft und Glaube. de Gruyter, Berlin 1990
- Die falsche Objektivität. de Gruyter, Berlin 1993
- Platons „Parmenides“. de Gruyter, Berlin 1995
- Die Teile der Philosophie und das Ganze der Wirklichkeit. de Gruyter, Berlin 1998
- Die großen Fragen. de Gruyter, Berlin 2000
- Platons Philosophie. 3 Bde., mentis, Paderborn 2002,  ISBN 978-3-89785-277-8
- Jenseits des Materialismus. mentis, Paderborn 2003,  ISBN 978-3-89785-295-2
- Die Wege des Idealismus. mentis, Paderborn 2006,  ISBN 978-3-89785-536-6
- Was vom Christentum bleibt. mentis, Paderborn 2008,  ISBN 978-3-89785-609-7
- Philosophie des Geistes. mentis, Paderborn 2009,  ISBN 978-3-89785-670-7
- Wert und Wirklichkeit. mentis, Paderborn 2010,  ISBN 978-3-89785-718-6
- Unverständliches Erkennen. mentis, Münster 2012, ISBN 978-3-89785-781-0.
- Drei Formen des Bewusstseins. mentis, Münster 2014, ISBN 978-3-89785-495-6.
- Die Idee der Autonomie in der neuzeitlichen Geistesgeschichte. mentis, Münster 2016, ISBN 978-3-95743-070-0.
- Die missverstandene Revolution. Zum Weltbild der modernen Physik. mentis, Münster 2017, ISBN 978-3-95743-107-3.
- Die Anfänge der Philosophie. Eine Einführung in die Gedankenwelt der Vorsokratiker. mentis, Münster 2018, ISBN 978-3-95743-121-9.
- Der Weg der westlichen Philosophie. mentis, Paderborn 2019, ISBN 978-3-95743-141-7.
- Der weite Weg der Philosophie. mentis, Paderborn 2022, ISBN 978-3-95743-276-6.